# Barniewice (powiat kartuski)
Barniewice (dodatkowa nazwa w j. kaszub. Barniéwcz) – wieś kaszubska w Polsce położona w województwie pomorskim, w powiecie kartuskim, w gminie Żukowo na trasie magistrali węglowej (Maksymilianowo-Kościerzyna-Gdynia).
W latach 1975–1998 miejscowość administracyjnie należała do województwa gdańskiego.